# Gintarė Petronytė
Gintarė Petronytė (Panevėžys, 19 marzo 1989) è un'ex cestista lituana.
Alta 195 cm, gioca come centro.

## Carriera
Con la Lituania ha disputato i Campionati mondiali del 2006 e cinque edizioni dei Campionati europei (2007, 2009, 2011, 2013, 2015).

## Palmarès
- Campionato italiano: 1

Reyer Venezia: 2020-21